# Corokia
Corokia – rodzaj roślin z rodziny Argophyllaceae. Obejmuje 6 gatunków. Rośliny te występują w Australii i na wyspach Oceanii, z centrum zróżnicowania w Nowej Zelandii. Poza tym krajem pojedyncze gatunki rosną  w jednym z pasm górskich Nowej Południowej Walii (C. whiteana), na wyspie Lord Howe (C. carpedetoides) i na wyspie Rapa (C. collenettei). Rosną w różnych siedliskach; w formacjach zaroślowych na nizinach i dnach dolin, w lasach deszczowych i na terenach skalistych.
Gatunki nowozelandzkie uprawiane są jako ozdobne, zwłaszcza mieszaniec C. × virgata oraz C. cotoneaster i C. buddlejoides.

## Morfologia

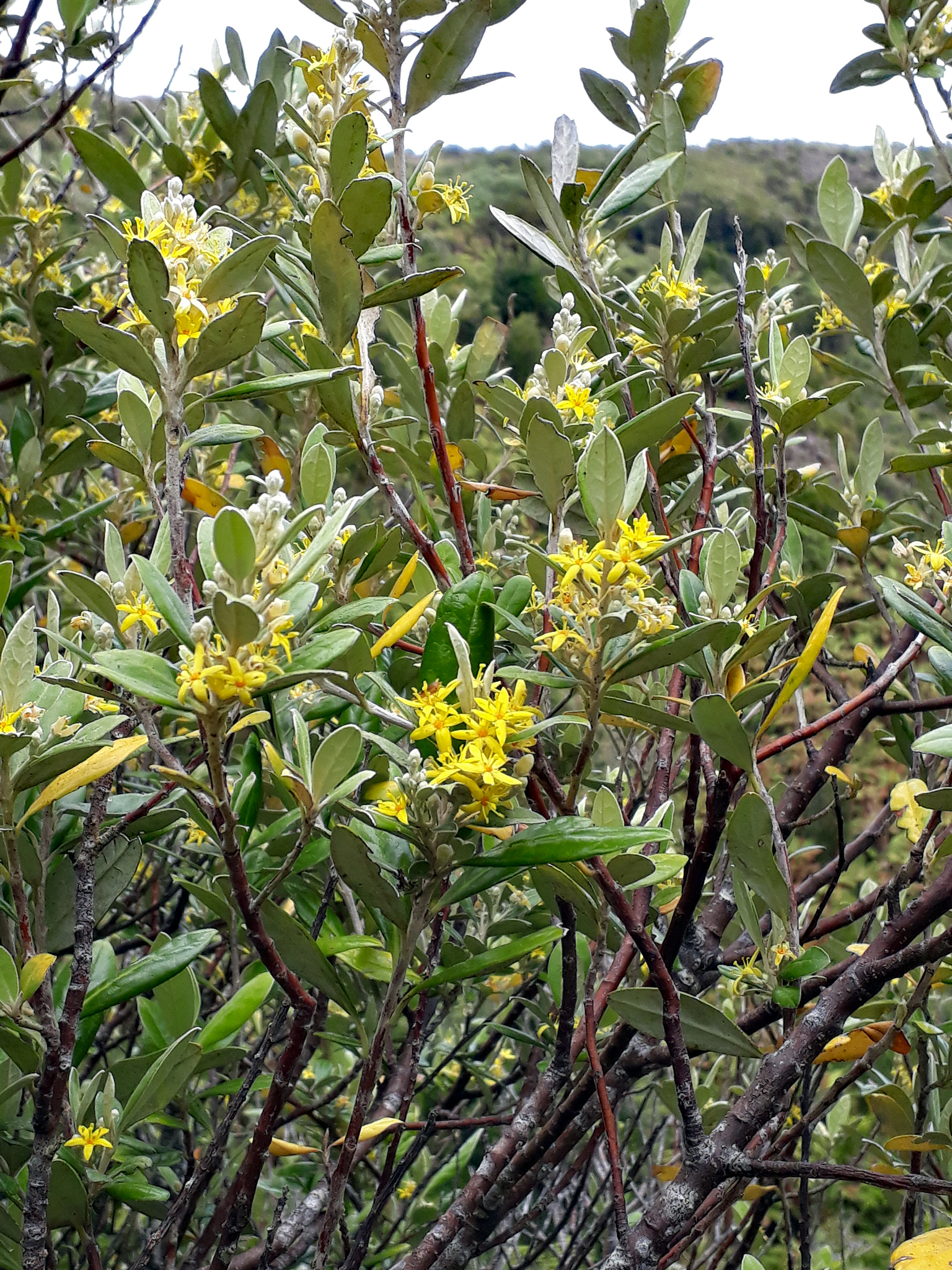
Corokia macrocarpa

PokrójNiewielkie drzewa i krzewy.
LiścieSkrętoległe, pojedyncze i zwykle całobrzegie, rzadko z kilkoma ząbkami (u C. carpedetoides i C. collenettei).
KwiatyObupłciowe, pięciokrotne i niewielkie. Rozwijają się pojedynczo, zebrane po kilka w pęczki, najczęściej jednak skupione w gronach i wiechach. Kielich przylega do zalążni i jest drobny – działki osiągają od 0,5 do 3 mm długości. Korona składa się z 5 płatków osiągających od 2 do 6 mm długości. Zaopatrzone są one we frędzlowate przydatki. Pręciki w liczbie 5 są wolne i mają wydłużone pylniki. Dolna zalążnia składa się zwykle z jednej, dwóch lub trzech komór, w każdej rozwija się pojedynczy zalążek. Szyjka słupka jest krótka, płytko dwu, rzadko pięciodzielna, zwieńczona główkowatymi znamionami.
OwocePestkowce z pojedynczymi, silnie wydłużonymi nasionami.

## Systematyka
Pozycja systematyczna
Jeden z dwóch rodzajów z rodziny Argophyllaceae.
Wykaz gatunków
- Corokia buddleioides A.Cunn.
- Corokia carpodetoides (F.Muell.) L.S.Sm.
- Corokia collenettei L.Riley
- Corokia cotoneaster Raoul
- Corokia macrocarpa Kirk
- Corokia × virgata Turrill
- Corokia whiteana L.S.Sm.